# تقويم العد الطويل في أمريكا الوسطى

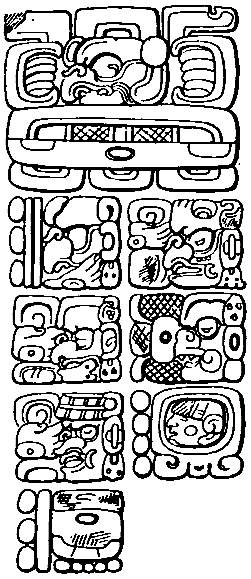
مثال على تقويم العد الطويل في أمريكا الوسطى

تقويم العد الطويل في أمريكا الوسطى عبارة عن تقويم غير متكرر ونظام عد عشريني (ذو رقم أساس 20) ونظام عد ثامن عشر (ذو رقم أساس 18) يُستخدم من قبل العديد من الثقافات ما قبل الكولومبية بأمريكا الوسطى، وأبرزها المايا. لهذا السبب، يُعرف غالبًا باسم تقويم مايا (أو مايان) تقويم العد الطويل. باستخدام سجل نظام عد عشريني مُعدَّل، يحدد تقويم «العد الطويل» يومًا ما عن طريق حساب عدد الأيام التي انقضت منذ تاريخ الإنشاء الأسطوري الذي يتوافق مع 11 أغسطس 3114 قبل الميلاد في التقويم الميلادي البروليبتي. استُخدم تقويم العد الطويل على الآثار.

## فترات العد الطويل
يحدد تقويم العد الطويل تاريخًا عن طريق حساب عدد الأيام من تاريخ البدء الذي يُحتسب عمومًا ليكون 11 أغسطس 3114 قبل الميلاد في التقويم الميلادي الأولي أو 6 سبتمبر في التقويم اليولياني (أو −3113 في ترقيم السنة الفلكية). كان هناك الكثير من النقاش حول العلاقة الدقيقة بين التقويمات الغربية وتقاويم العد الطويل. يعتمد تاريخ 11 أغسطس على الارتباط بتوقيت غرينتش.
يمثل الانتهاء من 13 الباكتون (11 أغسطس 3114 قبل الميلاد) علامات إنشاء عالم البشر وفقًا لمايا. في ذلك اليوم تأسست سماء الآلهة مسببة بناء الحجرات الثلاث من قِبل الآلهة المُتَقَارِنة في السماء المُمدَّدة، لتضع بذلك أول الحجرات الثلاث. لأن السماء لا تزال ترقد على البحر البدائي، كانت سوداء. تركز وضع الأحجار الثلاثة على الكون الذي سمح لرفع السماء، وكشف عن الشمس.
بدلاً من استخدام مخطط ذو الأساس 10، حُسبت أيام العد الطويل في نظام عد ذو أساس 20 معدّل. في مخطط ذو الأساس المطلق 20، 0.0.0.1.5 تساوي 25 و 0.0.0.2.0 تساوي 40. العد الطويل ليس ذو الأساس 20 بشكل مطلق، على الرغم من أن الرقم الثاني من اليمين (وفقط  يمتد هذا الرقم إلى الصفر عندما يصل إلى 18. ومنه فـ 0.0.1.0.0 لا تمثل 400 يوم، ولكن بالأحرى 360 يومًا و 0.0.0.17.19 تمثل 359 يومًا.
ابتكر علماء العصر الحديث اسم الباكتون. لم يعد العد الطويل المرقم قيد الاستخدام في الوقت الذي وصل فيه الإسبان إلى شبه جزيرة يوكاتان، رغم أن الكاتون والتون غير المرقمين كانا لا يزالان قيد الاستخدام. بدلًا من ذلك، كان المايا يستخدمون العد القصير المختصر.